# Robinson Monteiro
Robinson Monteiro (Santos, 18 de setembro de 1975) é um cantor brasileiro de música cristã contemporânea.

## Carreira
Robinson começou a cantar quando ainda era criança, mas só veio ganhar popularidade no meio artístico no ano de 2001, quando participou do programa Programa Raul Gil como calouro, permanecendo em primeiro lugar na competição por 17 semanas seguidas.  Recebeu o apelido de "Anjo" por causa de seus cabelos cacheados e olhos azuis.[carece de fontes?] O sucesso de seu segundo álbum solo, também intitulado Anjo (Warner Music), rendeu ao cantor o Disco de platina pela vendagem de mais de 1,5 milhão de cópias.
Em 2001 regravou dois grandes sucessos da cantora Adriana que foram: Pra Sempre Vou Te Amar (Forever by Your Side) de 1986 (do grupo The Manhattans de 1983) e Viver é Ter Você Pra Mim (The Greatest Love of All) de 1988, gravada originalmente por George Benson em 1977.
Em 2002, lança o CD É Preciso Acreditar, pela Warner Music, que vendeu 250 mil cópias.
Após dois álbuns bem  sucedidos, Robinson queria adicionar músicas religiosas em seus próximos álbuns, porém, a Warner não autorizou o pedido e fez com que o cantor e gravadora rescindissem contrato após dois anos.
A situação de Robinson piorou quando o cantor começou a se preocupar com seu peso. Por causa disso, começou a ser dependente de remédios para emagrecimento e isso fez com que o cantor fosse internado em uma UTI, correndo risco de morte. Ainda assim, Robinson recuperou-se e, em 2004, voltou à música lançando de forma independente o CD Romântico.
Incentivado por Jamily e sua mãe, ambas amigas de Raul Gil, Robinson iniciou em 2006 os primeiros contatos preliminares com a gravadora Line Records.
No mesmo ano, passou a ser contratado da gravadora e lançou o álbum Uma Nova História.
Em 2007, Robinson gravou o DVD com o mesmo título do álbum, também pela Line Records, sendo seu primeiro por uma gravadora gospel. O registro contou com a participação de Jamily, Soraya Moraes, Rose Nascimento e Aline Santana.[carece de fontes?]
Em 2008, lançou o álbum intitulado Em Todo Tempo Louve. O álbum apresentou um estilo mais voltado ao âmbito pentecostal e contou com a participação especial de Marco Feliciano na faixa "Estou em Tuas Mãos", uma versão adaptada da original "My Life In Your Hands", de Kirk Franklin. O álbum recebeu o Troféu Talento de melhor álbum pentecostal no ano seguinte.
Em 2010, lançou o álbum "Eu Olho a Ti", com um repertório totalmente romântico. A canção tema é uma versão em português da música "I Look To You", cantada originalmente por Whitney Houston.
Em 2012, Robinson passou a fazer parte do cast de artistas da gravadora Sony Music Brasil e lançou em setembro do mesmo ano o álbum "É Só Crer" com a produção de Paulo César Baruk, que também fez uma participação especial na canção “Eu quero viver para Ti”.

## Vida pessoal
Além de cantor, Robinson também é professor de uma escola de canto em São Paulo. Suas principais referências musicais são: Whitney Houston, Stevie Wonder, Soraya Moraes, Rose Nascimento e Cassiane.

## Discografia
- 1998: Santidade (Ministério de Louvor Jubrac-SP)
- 1999: Prostrei-me 10.000
- 2001: Anjo 1.500.000
- 2002: É preciso Acreditar 250.000
- 2004: Romântico
- 2006: Uma Nova História 50.000
- 2008: Em Todo Tempo Louve 30.000
- 2010: Eu Olho A Ti 20.000
- 2012: É Só Crer 10.000

## DVD's
- 2001: Robinson Monteiro ao vivo - Warner Music 50.000
- 2007: Uma Nova História - Line Records

## Singles
- 2001: Pra Sempre Vou Te Amar (Forever by Your Side)
- 2002: Anjo
- 2002: Viver é Ter Você Pra Mim (The Greatest Love of All)
- 2002: É Fácil Ser Feliz
- 2003: É Preciso Acreditar
- 2004: Sonhos de Um Palhaço
- 2004: Meu Mel
- 2005: Aguenta Coração
- 2006: Melhor Amigo
- 2006: A Fé Faz a Hora
- 2007: Santo, Santo, Santo (Part. Rose Nascimento)
- 2007: O Chôro
- 2007: O Arrebatamento
- 2008: Valeu Esperar
- 2008: Aliança com Deus
- 2008: Quem Te Viu, Quem Te Vê
- 2009: Ditosa Cidade
- 2009: Em Suas Mãos (Part. Marco Feliciano)
- 2010: Eu Olho a Ti
- 2010: Vai Dar Casamento
- 2011: Deixa o Amor Acontecer
- 2011: Ter Você?
- 2012: Escolha Ser Santo
- 2012: De Braços Abertos
- 2013: Deus Não Muda
- 2013: Jesus Chegou
- 2019: Tua Presença

## Participações
- 2009: Promessas - Som Livre